# Mastaba di Ptahshepses
La Mastaba di Ptahshepses è il monumento funerario di Ptahshepses, alto funzionario della V dinastia egizia.

## Ptahshepses
| p · t | H | A50 | s | s | A1 |

| p · t | H | A50 | s | s | A1 |

Inizialmente Ptahshepses, succedendo probabilmente a Ti, aveva assunto il compito di parrucchiere reale, incarico importante e delicato poiché chi lo svolgeva doveva avvicinare e toccare il faraone, il dio in terra. Egli fu successivamente nominato visir dal re Niuserra che gli diede in sposa la propria figlia Khamerernebty. Dal matrimonio nacquero cinque figli: Ptahshepses, Kahotep, Qednes, Hemakhti e Meritites, unica femmina, tutti menzionati sulle pareti della mastaba.
Durante questo periodo, grazie ai favori del faraone, i grandi funzionari iniziarono ad acquisire sempre più autorevolezza, rafforzando l'autonomia della classe nobiliare a discapito della corte. Questi funzionari, diventando sempre più abbienti, potevano permettersi di far costruire, per sé e per la propria famiglia, tombe di grandi dimensioni e di qualità elevata per la ricchezza delle decorazioni.

## La mastaba

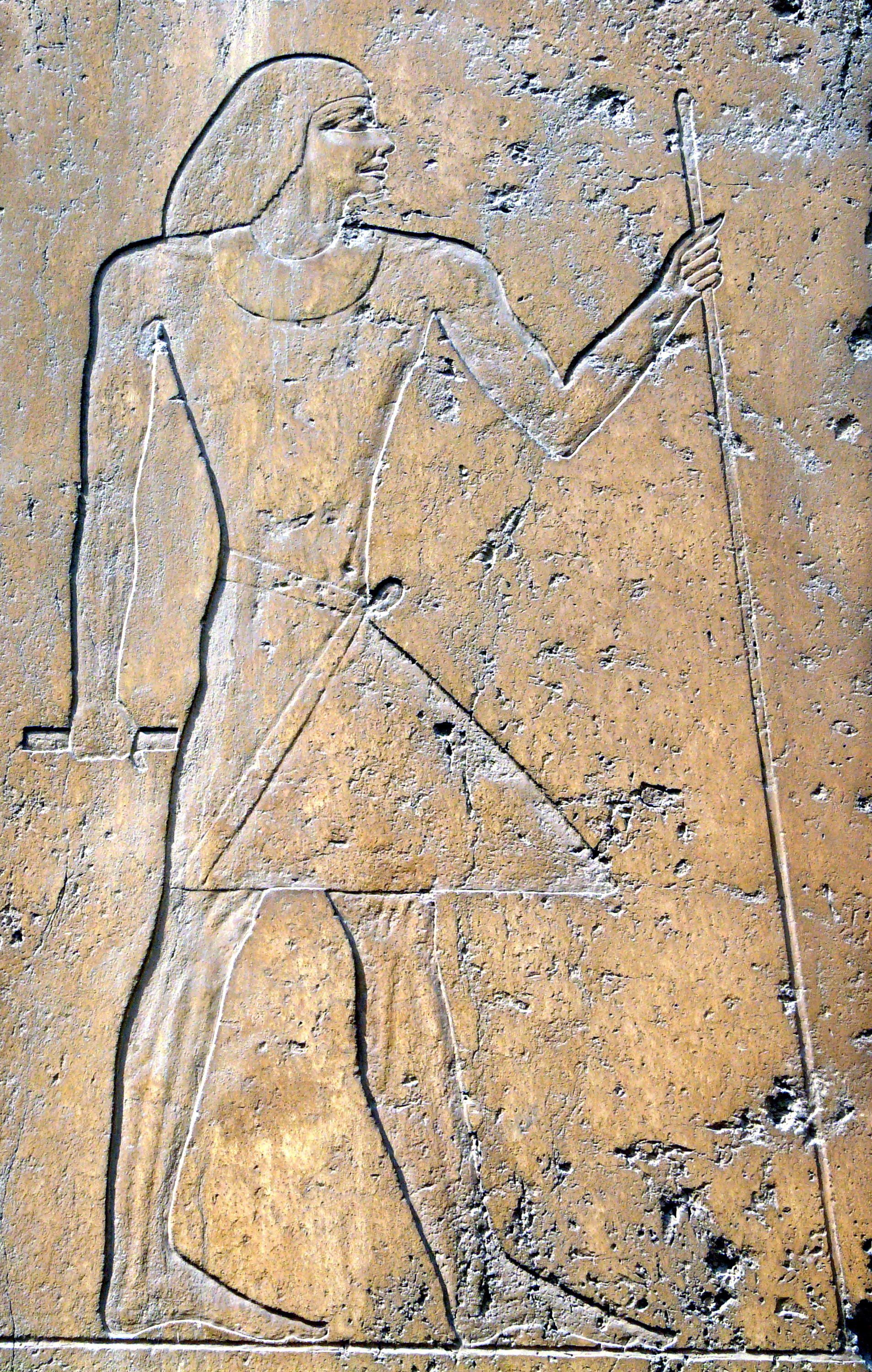
Ptahshepses raffigurato su una colonna della corte centrale della Mastaba

La tomba di Ptahshepses si trova ad Abusir, a circa 14 km a nord del sito di Saqqara, ed è posta tra la piramide di Niuserra e il complesso piramidale di Sahura Il sito della mastaba fu individuato per la prima volta nel 1843 da Karl Richard Lepsius che, inizialmente, pensava di trovarsi di fronte a una piramide. Soltanto nel 1893 Jacques de Morgan, effettuando degli scavi, si rese conto che si trattava in realtà di una mastaba. I lavori di scavo furono completati però molto più tardi, dal 1960 al 1974, a opera dell'Istituto ceco di Egittologia.
La mastaba fu costruita in tre fasi successive, ogni volta per ingrandire e abbellire la precedente. Alla tomba si accede da un vestibolo dal lato nord-est del complesso; proprio sull'entrata sono presenti due eleganti colonne di calcare alte sei metri con capitelli a forma di loto, tra i più antichi di questo genere giunti fino a noi. Si accede quindi a un vano con altre due colonne lotiformi che servivano da supporto ad un architrave su cui si appoggiavano le lastre costituenti la terrazza sul tetto.
 
Gran parte della sovrastruttura della mastaba è rimasta in buone condizioni, tanto da far comprendere quale fosse la costruzione nella sua forma originale. Le pareti della prima stanza sono decorate con scene relative alla preparazione del funerale di Ptahshepses con gli oggetti necessari per la cerimonia; nei pressi dell'ingresso si trovava una statua seduta del visir di grandi dimensioni. Si passa poi alla cappella che ha da un lato tre nicchie; qui le decorazioni si sono mantenute in parte in discrete condizioni e raffigurano Ptahshepses che presiede ai lavori nei suoi campi e nei giardini, mentre dei servitori portano offerte.
 
Sulla sinistra della cappella si apre un grandissimo cortile con un portico delimitato da venti colonne tutte decorate con rappresentazioni del defunto. Sulla parte occidentale del portico sono raffigurate scene del trasporto di statue in granito del visir, trascinate su particolari slitte di legno. Dal cortile si accede al vano dove era custodito il sarcofago. A sud-ovest, dopo numerosi magazzini, si trovano due camere destinate a contenere le barche solari, come nella mastaba di Kagemni; privilegio questo non comune, in quanto solitamente destinato al solo faraone.